# パク・クミ
パク・クミ（漢字表記不詳、朝鮮語: 박금희、生年不詳 - ）は、朝鮮民主主義人民共和国の教授、政治家。平壌教員大学学長、第14期最高人民会議代議員、平壌教員大学総長。

## 経歴
生年や出身地は不明。平壌教員大学長・副教授を務め、2017年には教授となっている。2019年に第14期最高人民会議代議員に選出され、副議長を務めている。
2019年9月時点で平壌教員大学総長を務めている。